# 컴패션밴드
컴패션밴드는 국제어린이양육기구 한국컴패션의 후원자 중 공연과 관련된 재능을 가진 사람들이 모여 공연과 여러 봉사활동으로 재능을 나누는 자원봉사 모임이다.
2006년 배우 차인표와 회사원 6명이 모여 결성한 컴패션밴드는 이후 공연을 통해서, 그리고 컴패션에 소속된 연예인은 대외 활동들을 통해 4만여 명 정도의 어린이들을 결연해서 어린이들을 후원하고 있고 2009년 1집 앨범 ‘사랑하기 때문에’와 2013년 2집 앨범 ‘그의 열매’를 발매해 수익금 전액을 한국컴패션에 기부하기도 했다.
현재 밴드의 리더는 가수 심태윤이며 가수 장민호, 방송인 송은이, 가수 걸스데이, 소나무, 황보, 브라운 아이드 걸스의 리더 제아 등 많은 연예인들이 참여하고 있다.